# Phelotrupes lama
Phelotrupes lama är en skalbaggsart som beskrevs av Cervenka 2009. Phelotrupes lama ingår i släktet Phelotrupes och familjen tordyvlar. Inga underarter finns listade i Catalogue of Life.